# SC Vorwärts Breslau
Der Sport-Club Vorwärts 1910 Breslau bzw. kurz Vorwärts Breslau war ein deutscher Fußballverein aus Breslau.

## Geschichte
Der Verein wurde 1910 gegründet und wählte Schwarz, Weiß und Blau zu seinen Vereinsfarben. 1920 stieg der Verein in die höchste Spielklasse, die Bezirksliga Mittelschlesien auf.
Der Verein wurde 1933 in die neu gegründete Gauliga Schlesien aufgenommen.
Am Ende der Saison 1934/35 war die Mannschaft überraschend Vizemeister hinter SpVgg Vorwärts-Rasensport Gleiwitz.
1938 musste die Mannschaft in die Bezirksliga Mittelschlesien absteigen und kehrte in der Saison 1940/41 für ein Jahr zurück.
1943 stieg der Klub in die Gauliga Niederschlesien auf und erreichte in deren letzten Saison in der Staffel Breslau 1 den ersten Tabellenplatz. Ein Spielbetrieb in der Saison 1944/45 ist nicht überliefert. Mit dem Kriegsende 1945 erlosch der Verein.

## Spielstätte
Als Spielstätte des SC Vorwärts Breslau ist der Vorwärts-Platz an der 51er Straße (früher Lange Gasse) überliefert.

## Erfolge
- 1 × Vizemeister der Gauliga Schlesien: 1935
- Bestes Abschneiden im Tschammerpokal: 1935: 2. Hauptrunde

## Bekannte Spieler
- Hans Baum
- Helmuth Frei